# 琴浦さん
『琴浦さん』（ことうらさん、Kotoura-san）は、えのきづによる日本の漫画作品。ウェブコミック掲載サイト『マンガごっちゃ』（マイクロマガジン社）にて『琴浦さん漫画』（ことうらさんまんが）のタイトルで2015年3月まで連載された。また、男性向け雑誌『メガミマガジン』（学研パブリッシング）にて、2012年12月号から2013年5月号まで、『がんばれ琴浦さん!』（がんばれことうらさん!）のタイトルで連載された。2010年8月には単行本が発売された。「マンガ★ゲット」主催の「Manga Of The Year 2009」最優秀賞受賞。

## 作品概要
それまで同人誌で活動していたえのきづの商業出版デビュー作。コミックマーケットで同作品を同人で出していた際に、マイクロマガジン社の担当に声をかけられたことが商業化のきっかけ。
人の心が読める少女・琴浦春香と、春香のクラスメート・真鍋義久、そして二人を取り巻く仲間達との日常を描いた4コマ漫画。累計400万アクセスの閲覧記録がある。
単行本化される際、第一部が顕著だが大幅な加筆修正が施されている。ウェブコミック上では基本的に単純な4コマのみだったが、単行本ではショートストーリー形式で4コマ以外のコマ割があるのが、その例である。このため半年がかりの修正になり、ほとんど書き直すことになったという。また一部ネームが変わっているところもある。
基本的にはオチの付いたコメディ漫画ではあるが、時にオチを付けないでシリアスな展開を持たせることもある。
2012年8月にテレビアニメ化が発表され、2013年1月から1クール全12話放送された。

### 琴浦町との関わり
鳥取県東伯郡琴浦町とは「琴浦」繋がりで縁が出来、町の観光促進・いわゆる「萌えおこし」などに、しばしば本作のキャラクターが用いられている。町側は琴浦さんが町民に親しまれる「ゆるキャラ」（的な存在）になって欲しいとも語っており、原作サイドとの良好な関係が築かれている。
- 2012年4月 町の広報誌でオリジナルストーリー「ミステリーハンター」編が短期連載[6][7]
- 同年7月　「琴浦さん」が描かれた観光PR名刺が作成される[8]。
- 2013年12月　同町のデザインナンバープレートの絵柄に採用される。
- 2015年8月　原作マンガのスピンオフ作品「とっても琴浦さん ～kotoura-san VERY-MACHI～」が連載される。この作品では、物語内で初めて琴浦町を舞台としている[9]。

## あらすじ
翠ヶ丘高校に転校してきた琴浦春香は、一見、普通の女子高生だが、実は見境なく人の心を読めてしまう能力を持っていたために幼い頃から心を閉ざし暗い日々を過ごしていた。小学校に上がる前までは明るく両親と幸せに暮らしていたが、相手の心が聞こえる度にありのまま答えてしまったことから周囲から忌み嫌われ疎外されるようになり、最愛の家族まで家庭崩壊してしまい両親は離婚へと至ってしまった。
その後、高校生になるまで転校する度に辛い経験を繰り返し、心を閉ざして周囲から距離を置いていたが、クラスで隣の席になった真鍋義久との出会いがきっかけとなり、彼のエッチな妄想に振り回されながらも徐々に心を開いていく。やがて、その力に目をつけた御舟百合子によって彼女が部長を務めるESP研究会に入部することになり、副部長の室戸大智とも知り合う。
数日後、義久に片思いしている森谷ヒヨリは義久と両想いになった春香のことを逆恨みし、陰湿な虐めを始めるのだが結果的に義久に怪我を負わせてしまう。自分を責めたヒヨリは春香の優しさに触れ春香と和解しESP研究会に入部する。それから数日後、春香の住む町で連続殺人事件（アニメ版では連続通り魔事件）が起きる…。

## 登場人物
※年齢は作者の公式サイトにある「人物紹介」より。担当声優はイベント・DVD「マンガ★ライブ 2009 AUTUMN」 / テレビアニメの順。声優1人だけの記載の場合はテレビアニメ版のみであることを示す。

### ESP研究会
琴浦 春香（ことうら はるか）
声 - 門脇舞以 / 金元寿子
本作の主人公。義久のクラスに編入してきた転校生。9月1日生まれ。15歳。甘い物好きで、暗い場所・怖い話・カラオケが苦手である。カラオケに関しては極度の音痴。実家は財閥『琴浦グループ』であり裕福な家庭。父母のことをお父様・お母様と呼ぶことなど、良家の娘らしく礼儀作法も整っている。学校の成績も良い。
部員のことはそれぞれ「真鍋くん」、「御舟部長」、「室戸先輩」、「森谷さん」と呼んでいる。
原作で、 最初は義久いわく家賃が結構高い義久と同じマンションに住んでいたが、ある出来事をきっかけに引き払ってしまったため、現在は違うマンションに住んでいる。アニメでは最初から違うマンションに住んでいる。一人暮らし。
名字は鳥取県東伯郡にある琴浦町から来ている。胸の小ささをコンプレックスにしている。
人の心を読める能力を持っている。その能力は言葉にしたものだけでなく、妄想などのような映像も読み取ることができる。ただし、読み取ることができてもその全てを理解することができるとは限らず、実際に読めるのはあくまで表層心理であり、深層心理までは通常 読めないことが後に判明する。その能力は自身で制御することができず、心の声と会話との区別がつかないために、子供の頃には無邪気にそれらをありのまま話してしまっていた。この能力が原因で両親が離婚し、その際に母親である久美子から「お前なんか産むんじゃなかった」と忌々しく吐き捨てられ、捨てられたことで心を閉ざした。現在も悪意のある言葉に押しつぶされてしまったり、惨劇を感知してしまうと気分が悪くなり嘔吐や卒倒してしまうことすらある。先述の経緯があることから、転校してもクラスメイトの人達とも親しく出来ないどころか、周囲から孤立させられてしまい、結局はそれを利用して積極的に関わらないように否定的な言動を行っている。アニメでは隠しているつもりでも無意識に心を読んだ内容を口にして嫌われたり、唯一の友達だった犬が「あの娘がくるから」と保健所送りにされるなどのつらい過去が描写されている。
心を閉ざす引き金となった母とは冷戦状態だったが関係修復したいとも思っており、後に和解している。なお、風邪をひいてしまうと能力が使えなくなる人間となっていたが、森谷の時より悪い心を感じた事から再び使えるようになった。
一人暮らしをしている関係から自炊しているため、料理はそれなりにできるものの、片付けは苦手な模様で、常に散らかっている。性格は先述の経緯からやや内向的で引っ込み思案なところもある。自身がいじめられていても顔には出さず、また自分から言い出さないこともあった。少々天然ボケなところもあり、暴走するとその傾向が強くなる。なお、暴走してしまうと一人で突っ走ってしまう傾向がある（ある出来事について自分が悪いと思い込み、あげく失踪まで起こしている）。
義久とは最初、自身の能力をおかしく思わないため変な人だと思っていたが、徐々に彼に惹かれていくことになり、ある時を境に両想いになるものの周囲の邪魔もあってなかなか発展しない。しかしながら、少しずつ互いの距離を縮めている。
イベント・DVD「マンガ★ライブ」版で彼女の声を演じた門脇は本作を絶賛しており、単行本2巻に寄稿している。
真鍋 義久（まなべ よしひさ）
声 - 鶴岡聡 / 福島潤
本作のもう一人の主人公。春香のクラスメイト。15歳。春香のことは「琴浦」と呼ぶ。名字は地名から採っているらしい。第一部15話目まで名前が決まっていなかった。
妄想、特にHな方向がたくましく、その妄想力で春香を困惑させる。そのため彼女から時折「エロス（の貴公子）」と呼ばれるほど。ESP研究会にはその妄想力を「敵を恐怖に陥れる能力」と春香が紹介したため道連れにされる形で入部した。幼少期から妄想力は高かったのだが周囲には知られておらず、またスカート捲りなどのストレートなセクハラはしなかったためその妄想している姿が「大人っぽくてかっこいい」と女子からの人気は高かった。また酒癖が悪く、ヒヨリと野球拳でハメを外してしまっている。ヒヨリほどではないが成績が悪く、夏休みの宿題もギリギリのところまで終わらせなかった（アニメでは期末テストをギリギリで赤点回避している）。
最初はトラブルには関わらないようにしていたが、春香との出会いによって、正義感が強くかつ積極的にトラブルを解決する人間へと成長している。
春香の能力の理解者。また春香を普通の女の子として接した人物でもある。春香のためなら自身を顧みないこともしばしば。最初は彼女のことをほっとけないと思っていたが、徐々に彼女への恋心が芽生えていき、文化祭での一件をきっかけに彼女のことを意識し、告白するまでに至る。その後は相思相愛の関係ではあるものの、周囲の邪魔が入りなかなかそれ以上に発展しない。しかし互いの距離は徐々に縮めている。
趣味は新聞の4コマ漫画『コポちゃん』のスクラップ。春香失踪の際に、新聞記事から春香の居場所を収集したのがきっかけ。
アニメでは原作とは違い、特に意味も無く春香に最初から積極的に関わろうとしておりクラスでも「目立つ人物」と評価されている。またESP研究会も春香が拉致されそうになった際にエッチな妄想で超能力者をかわいがる能力を持つと自ら志願して入部した。春香を守ろうとする思いは人一倍で、春香が連続通り魔事件の犯人を突き止めようとした時には断固反対した。ヒヨリの誘いについて「自分の空手の素質が欲しい」と勘違いしており、春香からはその素質について「あるかどうかもわからない」と言われているが、作中では（一部はギャグ表現とはいえ）常識では考えられないほどの身体能力を披露している。
御舟 百合子（みふね ゆりこ）
声 - 若宮友香 / 花澤香菜
ESP研究会の部長。16歳。春香のことは「琴浦ちゃん」と呼ぶ。頭に赤いヘアバンドのようなものをしている。名字は実在の人物から来ている。彼女の顔立ちが、とある作品のキャラクターに似ていると言われると明かしている。祖父母と一緒に暮らしている。アクティブでざっくばらんな性格をしているが、マイペースでわがままなところもある。なお、怒らせるととても怖い。アニメでは巨乳キャラとしての面も強調されており、たびたび貧乳である春香の嫉妬の対象となっている。
子供の頃に、千里眼の能力を持つ母の千鶴を首吊り自殺で亡くしており、かつ母親の能力を親族を含めた周囲からウソだとバッシングされたため、それらの件がトラウマになっている。彼女がESP研究会を立ち上げたのも、母親の超能力が本物であることを証明するためと、母親のような超能力を持つ人物を探すためである。そのため、春香の能力を理解してはいるものの、その能力を母親の能力の証明に利用しようとする節が見受けられる。ただし、春香と義久の関係がこじれそうになった際に助け船を出すこともあり、2人の関係の理解者でもあるが、その理解度は行き過ぎなところもあり、部活と称して2人のデートを邪魔することもある。
亡くなった母親がバッシングを受けていた際、その母親を高く評価し、同時に立ち直るきっかけを与えたのが、腐れ縁になる大智である。大智の母親からはその頃からかなり気に入られており、大智の嫁になるよう懇願されている。また将来超能力研究家になりたいと思うきっかけにもなっている。成績は学年2位。
アニメ版では通り魔事件の解決後に『新・ESP研究会』に改名する。部活動の目的を「超能力の科学的立証」から「超能力者で遊ぶこと」に変更した後、春香を利用目的として見ていたことを涙ながらに謝罪した。「目的のためなら何だって利用する」と語っているものの、根が善人であるため悪人に徹しきれず、大智からも「下手くそな悪人の演技」と評されている。普段の振る舞いでは割とぞんざいだが実際は大智にベタボレであり、悪ノリし過ぎて彼に叱られたり冷たい態度を取られたりすると、ショックを受けたり凹んだりする。
森谷 ヒヨリ（もりたに ヒヨリ）
声 - 今村優 / 久保ユリカ
春香・義久のクラスメイト。15歳。春香のことは「琴浦さん」と呼ぶ。よく「もりや」と間違えられると作者は明かしている。後にESP研究会の部員になる。トラブルメーカーではあるが、反省する分別はあると義久から評されている。初期は「甘やかされて育ったためワガママな性格」と設定されていたが、ESP研究会との交流で丸くなっていった。成績は部員内で一番悪い。料理の腕も悪いが、本人は自覚が無い。第5部以降「イメチェン」として初めて美容院に向かったが失敗し、髪型が変化している。
両親が新興宗教「森谷教」の教祖で、自身も祈祷に参加している。またクラスメイトの何人かを勧誘して信者にしている。また跡取り娘ということで絶大な権力を持っており、腕っ節のある信者に義久を襲わせたほどでもある。しかし、ESP研究会に参加して以降は、「森谷教」の祈祷をさぼることもあり、そのことで教祖の一人である母親にたしなめられることもある。時にイベント絡みで行動が制限されると、森谷教の存在を疎ましく思うことがある。なお、春香の祖父・善三からは性質の悪い宗教家と思われている。森谷教（アニメでは森谷道場）の気合のポーズ「モリ!モリ!」をよくやるが、春香にとっては思い出す度に笑いを堪えている。
小学三年生頃、実家の宗教と財力でクラスの女王として君臨していたが、義久だけは思い通りに動かせず、なんとか思い通りにしようと接近するうちに惹かれていった。そのため突然現れて、しまいには義久と両想いになった春香のことを逆恨みし、文化祭で起こったことをきっかけに陰湿な虐めをしていたこともある。また先述の春香と両想いになった義久を信者を使って襲わせたり、それに伴う春香失踪のきっかけを作った人物でもある。しかし後に和解し、以後は春香の友人として接するようになる。
現在でも義久に対する想いは変わっておらず、彼の兄である義弘とデートに行った時もその想いから結局義弘を振った。しかし一方の義久からは春香と実家の宗教のことであまり快く思われておらず、バレンタインデーのチョコレートに毒が入ってないかと疑われるなど敵視されている。
お屠蘇を飲みすぎて、我を忘れた状況で義久と野球拳をやり、下着姿になってしまったことがある。また登場人物達の住んでいる町で起こった連続殺人事件で犯人にさせられ、誤認逮捕されたことがある。
アニメでは両親が空手「森谷流」の道場の道場主で、自身も稽古に参加している。義久に想いを寄せる理由も原作と異なり、幼少期一人でいた彼女に近づいた義久が実家の空手道場に尊敬の眼差しを向けたことがきっかけとなっている。ESP研究会に入部する際には「モリ」の掛け声と共に発する空手の風圧技を披露し、サイコキネシスと誤解した百合子に能力を認められ入部した。このため腕っぷしは非常に強く、義久には鉄拳制裁を恐れられており、警棒で大智に怪我を負わせた通り魔にも素手で立ち向かっている。また、料理が苦手な設定と成績が悪い設定は強調され、料理に至っては紫色や緑色をした謎の物体をハンバーグと言い張り、食べた義久とヒヨリは奇行に走った。第11話では春香の身を案ずるためにかえって距離を置いてしまった義久を叱咤、さらにそこで義久への思いをついに告白するが、義久には「今は琴浦のことが好きだ」と振られ、第2話で浴びせられたきつい言葉についても謝罪される。この一件のため義久への思いは完全に振り切り、第12話では春香の相談に乗っている。
当初は仲間になる予定はなく、原作者であるえのきづは「完全に悪役として登場させたはずなのに、気がついたら仲間になってました。」とインタビューで発言している。一方、アニメ版では最初から仲間になる方向で構成されているためか、アニメ版監督の太田雅彦は「元から良い子だということは、皆さんにも分かってもらいたい」と発言している。
室戸 大智（むろと だいち）
声 - 三苫紘平 / 下野紘
ESP研究会の副部長。16歳。春香のことは「琴浦君」と呼ぶ。丸縁眼鏡をかけている。存在感が薄いものの、要所で活躍を見せることがある。名字は高知県にある室戸市から。百合子とは子供の頃から腐れ縁の仲。情報収集能力も高いが、情報取捨能力も高いと思われる。
背は小学生並みに小さく、そのことで御舟からからかわれたり、補導されたり、コマに写らなかったりする。
暴走しがちな面々の収拾役でもある。当初は二の線で描かれていたが、後に三の線で描かれることが多くなった。恋愛関係には全く興味がないらしいが、春香・義久・ひよりの恋愛事情は理解しており、自分以外に関しては的確な助言をする。百合子のことは非常に大切に思っており、通り魔事件の際には身を挺して彼女の危機を救っているが、彼女に対しての恋愛感情の有無は描写が曖昧である。普段の昼行灯ぽい言動でそうは見えないが素の性格は怜悧で辛辣な所もあり、怒ると怖い。百合子が悪ノリしたり、良くない方向に逸脱した振る舞いをした時に厳しくたしなめる事があり、その際には百合子も大人しく言うことを聞く。
パソコンやゲームが好きで、ネット関係にも強い。春香失踪の際には、それを利用して情報収集している。成績は学年1位。
百合子の母のファンで、その能力をとても高く評価しており、娘が同じ学校に通っていたことを嬉しく思ったほど。
眼鏡を外すと美青年で、小学生時代は眼鏡はかけていない。

### 親族・家族構成
この中で、小野崎絢香と真鍋義弘はテレビアニメ版では登場しない。ただし、真鍋義弘については、登場こそしないものの存在をうかがわせる描写はある（詳しくは彼の項を参照の事）。
和尚（おしょう）
声 - 仲野裕
本名不明。55歳。土田舎にある寺に住む住職で、実質春香の保護者でもある。春香と出会ったことから本業よりも超能力の研究に明け暮れている。
幼少の頃からの春香を知る人物で、かつ春香の能力を理解している人物でもあり春香をなんとか助けようと書物を漁ったこともあった。
アニメ版では琴浦駅の駅員さん（声 - 野川雅史）とも親しく春香を探しに来たESP研究会たちを宿代わりに泊めてあげた。また超能力に関する話が大好きだったこともありESP研究会の面々と意気投合する。
琴浦 善三（ことうら ぜんぞう）
声 - 西村知道
春香の祖父（久美子の父）で実質春香の保護者でもある。67歳。大企業の会長を勤める大富豪で、和尚の住む寺とは山向こうにある立派な豪邸に家政婦と共に住んでいる。
年齢や地位に似合わず、ひょうきんかつドスケベという真鍋と似たような性格をしており、スキンシップと称して孫である春香にしばしばセクハラまがいの行為をすることがある。親族の中では春香の唯一の理解者で、春香の生活面全てを一手に引き受ける優しい祖父。春香に友人ができたことを心から喜んでおり、長期休暇などのイベントの際はESP研をもてなすとともに、自らも周りをからかって楽しんでいる。特に真鍋とのシンパシーは同じスケベゆえ高く、春香と義久の関係に対しても理解のある人。一方春香以外の親族のことは「（自分が築いた財産と権力を奪うことしか頭に無い）腹黒い奴ばかり」と嫌っており、特に自分の目の前で「産むんじゃなかった」と冷酷に吐き捨てながら春香を捨てた娘・久美子に対してはほぼ完全に絶縁状態。小野崎に対しては傘下企業を任せるなど能力面では評価しているが、春香に対する仕打ちから人格面では完全に見限っている。
琴浦 久美子（ことうら くみこ）
声 - 井上喜久子
春香の母。41歳。春香が小学校に上がる前までは優しい母親だったが、担任の先生（声 - 山川琴美）から虚言癖があると言われてから徐々に心が荒んでいった。久美子が妄想癖と認識している春香の能力が原因で離婚したが、実際は不倫関係の縺れではないかと思われる。お嬢様育ちでプライドが高く、高慢な性格なため、自身がもて遊ばれた・捨てられたことを肯定できないところがある。なお、言動と酒癖はかなり悪く、都合が悪くなると功と共に春香に八つ当たりまでした。離婚した後は春香を父に押し付けた上、春香を父の眼前で捨てて実家を出て行き、愛人の津山と付き合うようになる。しかしうまくいかず、その後別れている。
春香に対しては産んだ事を後悔している上に軽視している言動もあるが、母親として彼女を心配している面もあり、ある出来事をきっかけに和解をしている。
真鍋が娘の春香と付き合うことには反対しないものの、真鍋のエッチな妄想や言動から、「下品な男」とあからさまに嫌悪している。
小野崎 功（おのざき いさお）
声 - 大川透
春香の元父で元娘婿、善三が筆頭株主を務める企業の経営者。善三に評価されるほど有能ではあるが、家庭に愛情を持たない仕事人間で、育児を全て久美子に押し付けていた。久美子との結婚も琴浦家の権力目当てであり、後に春香の能力が原因で不倫がばれ離婚、久美子と春香を捨てて出ていった。現在は再婚しており再び一児の父となるが、根本は変わっていないため家族仲は悪い。
プロジェクトに失敗して側近の追及を受けたため、春香の能力を利用して敵を暴こうと目論み、テレビ越しに再会を果たす。が、春香や善三に企みを見透かされ失敗し、社長の座を追われる。しかし、善三の温情によって別企業に拾われやり直すこととなる。
テレビアニメ版では原作と違って顔が描かれない形で登場する。また、第1話のみしか登場しておらず、離婚後の彼の動向は一切語られていない。
小野崎 絢香（おのざき　あやか）
春香の腹違いの妹で小学3年生の女の子。口元にほくろがある。出会ってすぐの頃は素直になれず、姉が出来て嬉しいのに逆の態度をとっていたが、本心を知った春香の執拗なスキンシップにより、素直な反応を見せるまでになる。本当は子供らしいとても良い子。室戸に初めて会ったときは小学生だと思い込み、何年生かを尋ねたとき2年生だと言われ自分の方がお姉さんだと語っていた。ゲームが好きで、PSRのハンタードライブに凝っている。
真鍋 義弘（まなべ よしひろ）
義久の兄。大学生。高校時代から学生寮に入っていたためにほとんど義久と顔を合わせておらず、義久自身も顔を思い出せない状態になっていた。再会時は髭が伸びて髪の毛も伸ばし続けている浮浪者のような姿になっており義久には兄だということを否定されるが、帰宅直後髭を剃って髪をまとめた時には認識してもらえた。その後散髪している。ヒヨリと春香には外見は似ていない兄弟だと言われているが、やはり中身はエロスでそっくりな兄弟である。
ヒヨリに惹かれるようになっていき、デートすることもあったがヒヨリは義久を想っていることを知る。その後義久に対し嫉妬の念をぶつけて殴りつけ、大学の寮に即座に帰った。しかし未練はあったらしく、大学に戻ってからヒヨリのことで義久に電話してきたが、「脈なんてねぇよ!あきらめろ!」と返された。
単行本4巻の番外編では中学生当時の彼が登場。授業で使った新聞の水着女性の写真を切り取って裸風にし、それを女子に見せて反応を楽しむというセクハラをしていたために学級会議にまで発展するほどの問題となり、経緯を知って激怒した教師から名指しで変態呼ばわりされ、しばらく女子から総スカンを食らったという失敗談を義久に語り「エロスな本性を知られてはならない」と教えている。
テレビアニメ版では登場しない（前述）が、義久が兄からスーツを借りたという説明や、義久が家族を挙げる際に「父上、母上、あとついでに兄貴」と語っている。
御舟 千鶴（みふね ちづる）
百合子の母（故人）。石山刑事の知人。生前に「千里眼の女」という著書を出しており、大智はこの本を読んで百合子に「お母さんの超能力は本物だよ」と諭した。生前は千里眼の力で様々な事件の行方不明者や犯人などを警察に非公式に協力して見つけたりしたが、特ダネを奪われることに嫉妬したマスメディアによって悪意満載のゴシップ記事を書きたてられてしまい、周囲からインチキ扱いされて孤立させられ、自殺に追い込まれた。
大智の母
声 - 高橋美佳子
下の名前は不明。かわいい子供や女の子が大好きな少女趣味で、未だ小さい息子・大智に対してかなり過保護な一面が垣間見える。その一方でメタボ体型な夫への愛情は冷めたところがある。
百合子をいたく気に入っており、百合子が子供の頃には服をあげたりするばかりか、しまいには大智の彼女や嫁になるよう促している。百合子に女の子らしさを説いたこともあり、両親がいなくなった後の母親代わりをした一面もある。後に家に訪れた絢香のこともいたく気に入り、百合子とどちらを嫁にもらうか悩むこととなる。
ヒヨリの両親
声 - 内山夕実（母）、山本格（父）
下の名前は不明。原作版では新興宗教「森谷教」の教祖。アニメ版では空手道場「森谷流」の師範。

### その他
石山 巌鉄（いしやま がんてつ）
声 - 菅生隆之
48歳。通称ヤマさん。千鶴の知人で、当時千鶴の事件を担当した刑事。春香達の住む町で連続殺人事件（アニメ版では連続通り魔事件）が起きたことで犯人を追っている。超能力は一切信じない方だが、春香の能力には一目置いている。頑固な性格で、厳つい顔をしている。
テレビアニメ版では、第9話で正式な登場となるが、第2話において百合子の回想の中でモブキャラとして登場している。
月野 亜紀（つきの あき）
声 - 渡辺明乃
26歳。ヤマさんの部下で図体の大きい女性刑事。春香達の住む町で連続殺人事件（アニメ版では連続通り魔事件）が起きたことで犯人を追っている。後述の理由で警察を辞めており、そのため義久からは「無職刑事」と呼ばれている。
大食感でどこか抜けたところがある。普段はおとなしいが、怒ると眼を開き目つきが鋭くなる。セクハラには厳しい。その大柄な体格ゆえにからかわれることが多く、強くなるために格闘技を始めたところ見事に上達したがそのことが余計に交友関係を狭めることになり、そのままその身体能力を生かし警察官となった。
二重人格者で、もう片方の人格は一人称が「俺」の男性。こちらが出ているときは声も低くなる。本人が言うには「ヒューズのような役割」で、心がもろい本来の人格のキャパシティを越えるようなことがあると目覚める。こちらの人格は本来の人格の記憶を持っているようだが、本来の人格には存在を知られていない。
殺人事件の捜査の直後、犯行の様子を想像しながら歩いていたために春香に殺人犯ではないかと疑われた。そのことを知るといずれ本来の人格が自分に気づいて自分が消えるのではないかと考えるようになり、連続殺人犯に罪を着せて春香を殺害しようとしたが失敗に終わる。
その後すぐに辞表を出し、本来の人格で春香と交流するようになる。男性の人格は警察を辞めたことで自分が消失することを悟っており、自分の死を意識して泣いてくれた春香に呆れながら感謝して別れを告げた。
テレビアニメ版では、男性の人格がそのまま一連の通り魔事件の犯人となっており、自分の負の部分をこちらの人格が常に発散しており、学生を標的にしたのは自分が手に入れられなかった友人や青春を得ていることへの嫉妬によるものと語っている。百合子を襲って大智に軽傷を負わせ、その後自分の家にかくまった春香の口を封じようとするが、義久に阻止され、さらに春香の説得で本来の人格に抑え込まれる。その後自首するが、巌鉄に手錠をかけられることはなかった。
長谷田（はせだ）
小野崎社長の秘書。優秀な秘書だが、予期せぬ事態が発生すると「はわわわ」とうろたえる。小野崎退陣後も秘書を務めている。
津山（つやま）
声 - 志賀麻登佳
下の名前は不明。43歳。久美子の愛人。優形の容姿だが実は軽度のロリコン。その後、自分の娘ぐらいの恋人ができ、久美子と別れた。
ヒヨリの親友
声 - 津田美波、飯田友子
テレビアニメ版に登場。名前は不明。ヒヨリの2人の親友。クラスメイト。モブキャラでありながらレギュラー並みにヒヨリと一緒に登場するキャラクター。普段はヒヨリと一緒にいることが多く義久に片思いしているヒヨリを応援している。一方春香に対しては偏見を持っており春香が転入した当初は3人で陰湿な虐めを行ったこともあった。ヒヨリと春香が和解した後は2人を見て目を丸くするほど驚いた。その後はヒヨリと距離を置くようになり、ヒヨリに春香との仲を「なんか気持ち悪い」と答えている。
少女連続通り魔事件が起きた数日後、春香が事件の犯人を知っているという噂を学校中に流し回ったせいで、犯人に標的にされヒヨリの親友の一人（グレーの髪の少女）が、事件に巻き込まれ頭部に損傷を負い連続通り魔事件4人目の被害者となる。連続通り魔事件が解決した後はヒヨリと春香に謝罪を兼ねて和解する。
森谷教信者（アニメでは森谷道場門下生）
声 - 松本忍（門下生A）、山本兼平（門下生B）
森谷教の信者。角刈りの男とスキンヘッドの男で、信者の中では特に腕っぷしが強い。ヒヨリの嫉妬が義久に向けられた時に二人で彼を襲い、刃物で刺して意識不明の重体にした。
アニメでは森谷道場の門下生となっており、さらに二人の門下生を連れて義久を襲ったが返り討ちに遭い、義久に負わせた怪我も原作ほど重くはない。ヒヨリと春香が和解した後は第4話のEDで謝罪している。門下生Aは東京大学出身、Bはハーバード大学出身とかなりインテリで、夏休みにはヒヨリの宿題を済ませるため見張り役となったが、あっさり打ち破られ逃げられてしまう。しかし本人たちは「道場の未来は明るい」と満足していた。
謎の生物
声 - なし
単行本第1巻裏表紙の漫画で、義久が思い浮かべていた謎の生物。紫色の楕円形の体に細長い手足という体格で、顔は大きく丸い目に分厚い唇で毛は一本も生えていない。突然顔を出し寝そべってくつろぐという義久の妄想に春香は困惑し、「心が読めても、理解できるとは限らない」と語っている。
アニメでは第1話で、春香が転校の挨拶を済ませた後自分の席に向かう途中、義久の心を読んだときに登場。荒野の中で突然登場し謎の踊りを披露した後いくつにも分身した。第11話では義久の部屋にその姿が描かれたポスターが貼られており、第12話（最終回）ではUFOキャッチャーの景品として「謎の生物」という名前で人形が登場した。
ニコニコ生放送「クライマックス直前!TVアニメ「琴浦さん」徹底解剖」では出演者（金元寿子、福島潤、久保ユリカ）がこの生物の絵を描くというクイズのお題として登場。視聴者からの投票の結果久保が勝利した（金元9.0%、福島40.3%、久保50.7%）。

### 春香の幼少時代
テレビアニメ版第1話の冒頭に登場するキャラクター。
まい、あや、かおる
声 - 赤﨑千夏、清水茉菜、大西沙織
小学時代の春香のクラスメイトで元友達。まいははじめが好きで、あやとかおるはこうすけが好きだったが、春香の能力が原因でばらされてしまう。
まいははじめの言葉にショックを受け、春香を絶対に許さない旨の言葉を口にしながら号泣、あやとかおるも春香の一連の言動に激怒し、三人同時に春香と絶交した。
この一件でこの三人の保護者も激怒し、他の保護者も巻き込んでの苦情が学校に殺到するようになり、久美子も娘の言動がクラスで大問題に発展したことを、担任づてで知ることとなる。
はじめ
声 - 内山夕実
小学時代の春香のクラスメイト。まいが好きだったが、春香の能力が原因でばらされ、咄嗟に「まいのことを全然好きじゃない」と答えてしまったことで、まいを泣かせてしまう。
ゆーちゃん
声 - 種田梨沙
幼稚園時代の春香の友達。じゃんけんに強い春香に対し悔しがっていた。ちなみに担当の先生（声 - 慶長佑香）は「ジャンケンの女王」と呼ばれていたらしいが、春香に敗れている。

### 三辻財閥関連
単行本第5巻から登場。
三辻 康孝（みつじ やすたか）
三辻財閥の御曹司。財産目当てで近寄ってくる女性たちにうんざりしていた。
あるパーティーで春香と知り合うが、春香が無反応だったのでかえって新鮮に感じ、春香に興味を持ちアプローチしてくる。前述の理由で人を信用しにくいという共通点で春香の篭絡を図り、善三の体調不良の情報を敢えて親族に流すことで病室に殺到させ、幻滅した春香を懐柔しようと動いた。しかし、春香が心を読めることを知らなかったことが仇となり、あと一歩のところで「親族同士の争いを楽しんでいる」本心を見透かされ、真鍋の怒りに触れてしまう。結果的にそのままフラれた。
康孝の父親
現在の三辻財閥の頭首。本名不明。
以前、春香の母親・久美子にもアプローチしたことがあるが、「顔がうるさい」との理由から袖にされた過去がある。
木本 可南子（きもと かなこ）
三辻家に仕える家政婦。家政婦なのに自主的にメイド服を着用している。康孝をいじるのが好き。
康孝の父親、叔父に口説かれたことがある。
略奪愛は誰からも祝福されないどころか侮蔑と嘲笑の対象であり、人間関係をほぼ失った人生になることを指摘するなど、単純に康孝いじりを楽しんでいるだけでなく、的確な指摘も行っている。
ビショップ
康孝が飼っている犬。

## 単行本

### 漫画
- 1巻
  - 通常版（2010年7月30日発売） ISBN 978-489637-341-7
  - Amazon限定特装版（2010年7月31日発売） ASIN B003TW9BS8
    - 琴浦春香のフィギュアとストラップが付いたもの[22]。
- 2巻（2010年11月28日発売） ISBN 978-489637-349-3
- 3巻（2011年9月3日発売） ISBN 978-4-89637-370-7
  - 「琴浦さんの生徒手帳」付き限定版も発売。
- 4巻（2013年2月22日発売）ISBN 978-4-89637-413-1
- 5巻
  - 通常版（2013年5月31日発売） ISBN 978-4-89637-423-0
  - ドラマCD付限定版 （2013年5月24日発売）ISBN 978-4-89637-424-7
    - テレビアニメと同一のキャストが出演。脚本もテレビアニメと同じくあおしまたかしが担当。
- 6巻
  - 通常版（2014年3月28日発売）ISBN 978-4-89637-454-4
  - 特別仕様版（同日発売）
    - 琴浦町広報誌「広報ことうら」掲載の特別篇をまとめた小冊子付き。
- 7巻（2015年5月7日発売）ISBN 978-4-89637-501-5

### 小説
- 琴浦さん 琴浦春香のこころえにっき（原作・挿絵：えのきづ、作：さかき傘。キルタイムコミュニケーション（KTC文庫）。2013年7月12日発売）ISBN 978-4-7992-0430-6

## テレビアニメ
2013年（平成25年）1月から3月まで中部日本放送（現：CBCテレビ）、TOKYO MX、サンテレビ、AT-Xにて放送された。
原作の第1部から第3部（単行本の1巻から3巻の前半およびその間の番外編）までの内容を再構成したものになっており、第4部以降の人物は小野崎功（前述）以外は登場しない。テレビアニメ化にあたり、原作内ではあまり描かれていなかった春香の半生がプロローグとして詳細に描かれ、設定や内容も原作から多少変更されている。オープニング後の提供クレジットでは、琴浦町の風景や名所が背景に使われている。
琴浦町のある鳥取県では放送されなかったが、琴浦町のホームページには「ケーブルテレビ加入者はサンテレビで視聴可能」と案内されている。
CBCが手掛けたテレビアニメ（深夜アニメ）としては平成時代最後の作品であり、CBCのラテ兼営時代最後のテレビアニメでもある。

### スタッフ
- 原作 - えのきづ（マイクロマガジン社「マンガごっちゃ」連載）
- 監督 - 太田雅彦
- シリーズ構成・脚本 - あおしまたかし
- キャラクターデザイン・総作画監督 - 大隈孝晴
- プロップデザイン - 江間一隆
- 美術監督 - 高橋麻穂
- 色彩設計 - 山本未有
- コンポジットディレクター - 川井朝美
- CGディレクター - 井口光隆
- 編集 - 小野寺絵美
- 音響監督 - 明田川仁
- 音楽 - 三澤康広
- 音楽プロデューサー - 福田正夫、西辺誠
- 音楽制作 - フライングドッグ
- プロデューサー - 吉田博、安部正実、福田順、関戸公人、黄樹弐悠
- アニメーションプロデューサー - 岡村繁久
- アニメーション制作 - AIC Classic
- 製作 - 翠ヶ丘高校ESP研・後援会（フライングドッグ、CBC、クロックワークス、マイクロマガジン社、AIC）

### 主題歌
オープニングテーマ「そんなこと裏のまた裏話でしょ?」
作詞 - 西直紀 / 作曲 - hirao / 編曲 - mukai / 歌 - 中島愛
エンディングテーマ
「希望の花」（第1話 - 第4話、第7話 - 第12話）
作詞・作曲 - 川嶋あい / 編曲 - 齋藤悠弥 / 歌 - 千菅春香
「ESP研のテーマ」（第5話）
作詞・作曲・編曲 - y0c1e / 歌 - ESP研究会（琴浦春香（金元寿子）、真鍋義久（福島潤）、御舟百合子（花澤香菜）、室戸大智（下野紘）、森谷ヒヨリ（久保 ユリカ））
「つるぺた」（第6話）
作詞・作曲・編曲 - 橋本由香利 / 歌 - 琴浦春香（金元寿子）
挿入歌「素直」（第11話）
作詞・作曲 - Castella / 編曲 - 窪田ミナ / 歌 - 中島愛

### 各話リスト
| 話数   | サブタイトル           | 絵コンテ                    | 演出       | 作画監督                              |
| ------ | ---------------------- | --------------------------- | ---------- | ------------------------------------- |
| 第1話  | 琴浦さんと真鍋くん     | 太田雅彦                    | 荒井省吾   | 橋口隼人、池田広明                    |
| 第2話  | 初めての……             | 三原武憲                    | 矢花馨     | 鈴木勇、北村友幸                      |
| 第3話  | 嬉しくて、楽しくて     | 誌村宏明                    | 守田芸成   | 辻智子                                |
| 第4話  | 変わる世界             | 田村正文 太田雅彦           | 福本潔     | 加藤里香、池田広明 石井ゆみこ         |
| 第5話  | 学園天国?              | 玉川真人                    | 玉田博     | 赤尾良太郎、丸山修二 吉本拓二         |
| 第6話  | 夏休み!                | 林宏樹                      | 花井宏和   | 古賀誠                                |
| 第7話  | この世界に私は         | 三原武憲                    | 仁昌寺義人 | 小泉初栄、北村友幸                    |
| 第8話  | デートじゃないもん     | おざわかずひろ              | 矢花馨     | 鈴木勇、橋口隼人                      |
| 第9話  | まわりにはみんなが     | 三原武憲                    | 守田芸成   | 辻智子、谷拓也                        |
| 第10話 | だけどあなたはいない   | 林宏樹                      | 玉田博     | 松本純平、加藤里香 吉本拓二、篠原健二 |
| 第11話 | スタンド・バイ・ミー   | 三原武憲                    | 福本潔     | 池田広明、猪股雅美                    |
| 第12話 | 伝えたい言葉（ココロ） | 三原武憲、今泉賢一 太田雅彦 | 荒井省吾   | 鈴木勇、小泉初栄 橋口隼人             |

### 放送局
| 放送地域   | 放送局             | 放送期間                | 放送日時           | 放送系列         | 備考                                                  |
| ---------- | ------------------ | ----------------------- | ------------------ | ---------------- | ----------------------------------------------------- |
| 中京広域圏 | 中部日本放送       | 2013年1月10日 - 3月28日 | 木曜 26:00 - 26:30 | TBS系列          | 製作委員会参加                                        |
| 日本全域   | AT-X               | 2013年1月12日 - 3月30日 | 土曜 20:30 - 21:00 | アニメ専門CS放送 | リピート放送あり                                      |
| 日本全域   | ニコニコチャンネル | 2013年1月12日 - 3月30日 | 土曜 23:30 更新    | ネット配信       | 第1話は無料 最新話は配信後一週間無料、 それ以降は有料 |
| 日本全域   | ニコニコ生放送     | 2013年1月12日 - 3月30日 | 土曜 23:00 - 23:30 | ネット配信       |                                                       |
| 日本全域   | アニメストア       | 2013年1月13日 - 3月31日 | 日曜 12:00 更新    | ネット配信       |                                                       |
| 日本全域   | ShowTime           | 2013年1月15日 - 4月1日  | 月曜 12:00 更新    | ネット配信       |                                                       |
| 東京都     | TOKYO MX           | 2013年1月14日 - 4月1日  | 月曜 23:00 - 23:30 | 独立局           |                                                       |
| 日本全域   | バンダイチャンネル | 2013年1月15日 - 4月2日  | 火曜 12:00 更新    | ネット配信       |                                                       |
| 兵庫県     | サンテレビ         | 2013年1月15日 - 4月2日  | 火曜 25:35 - 26:05 | 独立局           |                                                       |
| 日本全域   | みんなでストリーム | 2013年1月16日 - 4月3日  | 水曜 24:00 - 24:30 | ネット配信       |                                                       |
| 熊本県     | 熊本放送           | 2013年2月3日 - 4月21日  | 日曜 25:50 - 26:20 | TBS系列          |                                                       |
| 日本全域   | TBSチャンネル1     | 2014年6月1日 - 7月6日   | 日曜 25:00 - 26:00 | TBS系列CS放送    |                                                       |

| 中部日本放送 金曜2:00 - 2:03枠（木曜深夜） | 中部日本放送 金曜2:00 - 2:03枠（木曜深夜）                  | 中部日本放送 金曜2:00 - 2:03枠（木曜深夜）                                   |
| 前番組                                     | 番組名                                                      | 次番組                                                                       |
| ------------------------------------------ | ----------------------------------------------------------- | ---------------------------------------------------------------------------- |
| ひだまりスケッチ×ハニカム （TBS製作）      | 琴浦さん （2013.1.11 - 3.29） - ここからCBC自社制作枠       | やすだの歩き方 （ここからバラエティ枠） ※0:58 - 2:03 - 8分繰り下げて継続     |
| 中部日本放送 金曜2:03 - 2:30枠（木曜深夜） |                                                             |                                                                              |
| ひだまりスケッチ×ハニカム                  | 琴浦さん （2013.1.11 - 3.29） - この期間のみCBC制作アニメ枠 | 番組案内 ※2:03 - 2:08本日、開店します! （ここからバラエティ枠） ※2:08 - 2:38 |

### Blu-ray / DVD
| 巻 | 発売日       | 収録話          | 規格品番 | 規格品番 |
| 巻 | 発売日       | 収録話          | Blu-ray  | DVD      |
| -- | ------------ | --------------- | -------- | -------- |
| 1  | 2013年4月3日 | 第1話 - 第2話   | VTZF-31  | VTBF-135 |
| 2  | 2013年5月1日 | 第3話 - 第4話   | VTZF-32  | VTBF-136 |
| 3  | 2013年6月5日 | 第5話 - 第6話   | VTZF-33  | VTBF-137 |
| 4  | 2013年7月3日 | 第7話 - 第8話   | VTZF-34  | VTBF-138 |
| 5  | 2013年8月7日 | 第9話 - 第10話  | VTZF-35  | VTBF-139 |
| 6  | 2013年9月4日 | 第11話 - 第12話 | VTZF-36  | VTBF-140 |

### WEBアニメ
公式サイトでテレビアニメ放送直前に配信された短編アニメ。全6話。
スタッフ
脚本・原画 - えのきづ
編集 - 竹内康晃
音楽 - 三澤康広
| 話数   | タイトル         | ゲスト                | 配信日         |
| ------ | ---------------- | --------------------- | -------------- |
| 第一話 | 春香の部屋 第1回 | 琴浦春香（司会と2役） | 2012年12月7日  |
| 第二話 | 春香の部屋 第2回 | 真鍋義久              | 2012年12月14日 |
| 第三話 | 春香の部屋 第3回 | 御舟百合子            | 2012年12月21日 |
| 第四話 | 春香の部屋 第4回 | 室戸大智              | 2012年12月28日 |
| 第五話 | 春香の部屋 第5回 | 森谷ヒヨリ            | 2013年1月10日  |
| 第六話 | 春香の部屋 第6回 | 全員                  | 2013年1月11日  |